# Kenzy Ayman
Kenzy Ayman, née le 18 mars 2004 au Caire, est une joueuse professionnelle de squash représentant l'Égypte. Elle atteint le 34e rang mondial en juin 2025, son meilleur classement.

## Biographie
Chez les juniors, son meilleur résultat est une demi-finale du championnat du monde junior 2022, où elle est battue en quatre jeux par Salma Eltayeb. En mai 2022, elle avait déjà remporté son premier tournoi sur le World Tour aux Bermudes et s'était ainsi qualifiée pour les championnats du monde. Lors de ce championnat du monde, elle bat Jasmine Hutton au premier tour, mais est éliminée au deuxième tour par la future championne du monde Nour El Sherbini. En novembre 2022, Kenzy Ayman fait partie de l'équipe égyptienne qui remporte le titre aux championnats d'Afrique par équipes.